# Campeonato Mundial de Baloncesto Femenino de 2010
El XVI Campeonato Mundial de Baloncesto Femenino se celebró en la República Checa entre el 23 de septiembre y el 3 de octubre de 2010 bajo la organización de la Federación Internacional de Baloncesto y la Federación Checa de Baloncesto.
Un total de dieciséis selecciones nacionales de cinco confederaciones continentales compitieron por el título de campeón mundial, cuyo portador anterior era el equipo de Australia, vencedor del Mundial de 2006.
La selección de Estados Unidos se adjudicó la medalla de oro al derrotar en la final al equipo anfitrión con un marcador de 89-69. España consiguió la medalla de bronce, la primera presea para la selección nacional femenina en un Mundial de baloncesto, al ganar el partido por el tercer lugar al conjunto de Bielorrusia.

## Organización

### Sedes
| Foto | Grupo      | Ciudad       | Instalación  | Capacidad |
| ---- | ---------- | ------------ | ------------ | --------- |
|      | A y B      | Ostrava      | ČEZ Aréna    | 9000      |
|      | C y D      | Brno         | Arena Vodova | 5000      |
|      | Fase final | Karlovy Vary | KV Arena     | 6000      |

### Grupos
| Grupo A     | Grupo B        | Grupo C       | Grupo D         |
| ----------- | -------------- | ------------- | --------------- |
| Australia   | Estados Unidos | Brasil        | Rusia           |
| Canadá      | Grecia         | España        | República Checa |
| Bielorrusia | Senegal        | Corea del Sur | Japón           |
| China       | Francia        | Malí          | Argentina       |

## Primera fase
- Todos los partidos en la hora local de la Rep. Checa (UTC+2).

### Grupo A
| Equipo      | J | G | P | PF  | PC  | DP  | PTS |
| ----------- | - | - | - | --- | --- | --- | --- |
| Australia   | 3 | 3 | 0 | 246 | 174 | +72 | 6   |
| Bielorrusia | 3 | 2 | 1 | 188 | 189 | -1  | 5   |
| Canadá      | 3 | 1 | 2 | 161 | 194 | -33 | 4   |
| China       | 3 | 0 | 3 | 186 | 224 | -38 | 3   |

- Resultados

| Fecha | Hora  | Partido¹    | Partido¹ | Partido¹    | Resultado |
| ----- | ----- | ----------- | -------- | ----------- | --------- |
| 23:09 | 13:00 | Bielorrusia | -        | China       | 68-57     |
| 23:09 | 15:15 | Canadá      | -        | Australia   | 47-72     |
| 24:09 | 13:00 | China       | -        | Canadá      | 61-65     |
| 24:09 | 15:15 | Australia   | -        | Bielorrusia | 83-59     |
| 25:09 | 13:00 | China       | -        | Australia   | 68-91     |
| 25:09 | 18:00 | Canadá      | -        | Bielorrusia | 49-61     |

- (¹) – Todos en Ostrava.

### Grupo B
| Equipo         | J | G | P | PF  | PC  | DP   | PTS |
| -------------- | - | - | - | --- | --- | ---- | --- |
| Estados Unidos | 3 | 3 | 0 | 288 | 185 | +103 | 6   |
| Francia        | 3 | 2 | 1 | 212 | 181 | +31  | 5   |
| Grecia         | 3 | 1 | 2 | 211 | 236 | -25  | 4   |
| Senegal        | 3 | 0 | 3 | 165 | 274 | -109 | 3   |

- Resultados

| Fecha | Hora  | Partido¹       | Partido¹ | Partido¹       | Resultado |
| ----- | ----- | -------------- | -------- | -------------- | --------- |
| 23:09 | 18:00 | Grecia         | -        | Estados Unidos | 73-99     |
| 23:09 | 20:15 | Francia        | -        | Senegal        | 83-45     |
| 24:09 | 18:00 | Estados Unidos | -        | Senegal        | 108-52    |
| 24:09 | 20:15 | Francia        | -        | Grecia         | 69-55     |
| 25:09 | 15:15 | Estados Unidos | -        | Francia        | 81-60     |
| 25:09 | 20:15 | Senegal        | -        | Grecia         | 68-83     |

- (¹) – Todos en Ostrava.

### Grupo C
| Equipo        | J | G | P | PF  | PC  | DP  | PTS |
| ------------- | - | - | - | --- | --- | --- | --- |
| España        | 3 | 3 | 0 | 233 | 162 | +71 | 6   |
| Corea del Sur | 3 | 2 | 1 | 198 | 210 | -12 | 5   |
| Brasil        | 3 | 1 | 2 | 197 | 203 | +6  | 4   |
| Malí          | 3 | 0 | 3 | 175 | 228 | -53 | 3   |

- Resultados

| Fecha | Hora  | Partido¹      | Partido¹ | Partido¹      | Resultado |
| ----- | ----- | ------------- | -------- | ------------- | --------- |
| 23:09 | 15:15 | Corea del Sur | -        | Brasil        | 61-60     |
| 23:09 | 20:15 | Malí          | -        | España        | 36-80     |
| 24:09 | 15:15 | España        | -        | Corea del Sur | 84-69     |
| 24:09 | 20:15 | Brasil        | -        | Malí          | 80-73     |
| 25:09 | 15:15 | Malí          | -        | Corea del Sur | 66-68     |
| 25:09 | 18:00 | Brasil        | -        | España        | 57-69     |

- (¹) – Todos en Brno.

### Grupo D
| Equipo          | J | G | P | PF  | PC  | DP  | PTS |
| --------------- | - | - | - | --- | --- | --- | --- |
| Rusia           | 3 | 3 | 0 | 218 | 174 | +44 | 6   |
| República Checa | 3 | 2 | 1 | 185 | 168 | +17 | 5   |
| Japón           | 3 | 1 | 2 | 182 | 210 | -28 | 4   |
| Argentina       | 3 | 0 | 3 | 170 | 203 | -33 | 3   |

- Resultados

| Fecha | Hora  | Partido¹        | Partido¹ | Partido¹        | Resultado |
| ----- | ----- | --------------- | -------- | --------------- | --------- |
| 23:09 | 13:00 | Japón           | -        | Rusia           | 63-86     |
| 23:09 | 18:00 | República Checa | -        | Argentina       | 67-53     |
| 24:09 | 13:00 | Argentina       | -        | Japón           | 58-59     |
| 24:09 | 18:00 | Rusia           | -        | República Checa | 55-52     |
| 25:09 | 13:00 | Argentina       | -        | Rusia           | 59-77     |
| 25:09 | 20:15 | Japón           | -        | República Checa | 60-66     |

- (¹) – Todos en Brno.

## Segunda fase
- Todos los partidos en la hora local de la Rep. Checa (UTC+2).

Clasificaron los tres mejores equipos de cada grupo y se distribuyeron en dos grupos, el E con los tres primeros de los grupos A y B, y el F con los tres primeros de los grupos C y D.

### Grupo E
| Equipo         | J | G | P | PF  | PC  | DP   | PTS |
| -------------- | - | - | - | --- | --- | ---- | --- |
| Estados Unidos | 6 | 6 | 0 | 566 | 367 | +199 | 12  |
| Australia      | 6 | 5 | 1 | 476 | 363 | +113 | 11  |
| Francia        | 6 | 4 | 2 | 371 | 338 | +33  | 10  |
| Bielorrusia    | 6 | 3 | 3 | 371 | 424 | -53  | 9   |
| Grecia         | 6 | 2 | 4 | 392 | 455 | -63  | 8   |
| Canadá         | 6 | 1 | 5 | 306 | 387 | -81  | 7   |

- Resultados

| Fecha | Hora  | Partido¹       | Partido¹ | Partido¹       | Resultado |
| ----- | ----- | -------------- | -------- | -------------- | --------- |
| 27.09 | 15:30 | Grecia         | -        | Australia      | 54-93     |
| 27.09 | 18:00 | Francia        | -        | Bielorrusia    | 58-48     |
| 27.09 | 20:15 | Estados Unidos | -        | Canadá         | 87-46     |
| 28.09 | 15:30 | Canadá         | -        | Grecia         | 52-57     |
| 28.09 | 18:00 | Australia      | -        | Francia        | 62-52     |
| 28.09 | 20:15 | Bielorrusia    | -        | Estados Unidos | 61-107    |
| 29.09 | 15:30 | Grecia         | -        | Bielorrusia    | 70-74     |
| 29.09 | 18:00 | Francia        | -        | Canadá         | 49-47     |
| 29.09 | 20:15 | Estados Unidos | -        | Australia      | 83-75     |

- (¹) – Todos en Ostrava.

### Grupo F
| Equipo          | J | G | P | PF  | PC  | DP   | PTS |
| --------------- | - | - | - | --- | --- | ---- | --- |
| Rusia           | 6 | 6 | 0 | 451 | 342 | +109 | 12  |
| España          | 6 | 5 | 1 | 463 | 354 | +109 | 11  |
| República Checa | 6 | 4 | 2 | 422 | 380 | +42  | 10  |
| Corea del Sur   | 6 | 3 | 3 | 376 | 451 | -75  | 9   |
| Brasil          | 6 | 2 | 4 | 413 | 454 | -41  | 8   |
| Japón           | 6 | 1 | 5 | 396 | 454 | -58  | 7   |

- Resultados

| Fecha | Hora  | Partido¹        | Partido¹ | Partido¹        | Resultado |
| ----- | ----- | --------------- | -------- | --------------- | --------- |
| 27.09 | 15:30 | Japón           | -        | España          | 59-86     |
| 27.09 | 18:00 | República Checa | -        | Corea del Sur   | 96-65     |
| 27.09 | 20:15 | Rusia           | -        | Brasil          | 76-53     |
| 28.09 | 15:30 | Brasil          | -        | Japón           | 93-91     |
| 28.09 | 18:00 | España          | -        | República Checa | 77-57     |
| 28.09 | 20:15 | Corea del Sur   | -        | Rusia           | 48-81     |
| 29.09 | 15:30 | Japón           | -        | Corea del Sur   | 64-65     |
| 29.09 | 18:00 | República Checa | -        | Brasil          | 84-70     |
| 29.09 | 20:15 | Rusia           | -        | España          | 76-67     |

- (¹) – Todos en Brno.

## Fase final
- Todos los partidos en la hora local de la Rep. Checa (UTC+2).

|  | Cuartos de final | Cuartos de final |                |                 | Semifinales | Semifinales |             |                 | Final        | Final |  |
|  |                  |                  |                |                 |             |             |             |                 |              |       |  |
|  |                  |                  |                |                 |             |             |             |                 |              |       |  |
|  | Australia        | 68               |                |                 |             |             |             |                 |              |       |  |
|  | Australia        | 68               |                |                 |             |             |             |                 |              |       |  |
|  | República Checa  | 79               |                |                 |             |             |             |                 |              |       |  |
|  | República Checa  | 79               |                | República Checa | 81          |             |             |                 |              |       |  |
|  |                  |                  |                | República Checa | 81          |             |             |                 |              |       |  |
|  |                  |                  | Bielorrusia    | 77              |             |             |             |                 |              |       |  |
|  | Bielorrusia      | 70               | Bielorrusia    | 77              |             |             |             |                 |              |       |  |
|  | Bielorrusia      | 70               |                |                 |             |             |             |                 |              |       |  |
|  | Rusia            | 53               |                |                 |             |             |             |                 |              |       |  |
|  | Rusia            | 53               |                |                 |             |             |             | República Checa | 69           |       |  |
|  |                  |                  |                |                 |             |             |             | República Checa | 69           |       |  |
|  |                  |                  | Estados Unidos | 89              |             |             |             |                 |              |       |  |
|  | Estados Unidos   | 106              | Estados Unidos | 89              |             |             |             |                 |              |       |  |
|  | Estados Unidos   | 106              |                |                 |             |             |             |                 |              |       |  |
|  | Corea del Sur    | 44               |                |                 |             |             |             |                 |              |       |  |
|  | Corea del Sur    | 44               |                | Estados Unidos  | 106         |             |             | Tercer lugar    | Tercer lugar |       |  |
|  |                  |                  |                | Estados Unidos  | 106         |             |             | Tercer lugar    | Tercer lugar |       |  |
|  |                  |                  | España         | 70              |             |             |             |                 |              |       |  |
|  | Francia          | 71               | España         | 70              |             |             | Bielorrusia | 68              |              |       |  |
|  | Francia          | 71               |                |                 |             |             | Bielorrusia | 68              |              |       |  |
|  | España           | 74               |                |                 |             |             |             |                 | España       | 77    |  |
|  | España           | 74               |                |                 |             |             |             |                 | España       | 77    |  |
|  |                  |                  |                |                 |             |             |             |                 |              |       |  |

### Cuartos de final
| Fecha | Hora  | Partido¹       | Partido¹ | Partido¹        | Resultado |
| ----- | ----- | -------------- | -------- | --------------- | --------- |
| 01.10 | 13:15 | Bielorrusia    | -        | Rusia           | 70-53     |
| 01.10 | 15:30 | Estados Unidos | -        | Corea del Sur   | 106-44    |
| 01.10 | 18:30 | Australia      | -        | República Checa | 68-79     |
| 01.10 | 20:45 | Francia        | -        | España          | 71-74     |

- (¹) – Todos en Karlovy Vary.

### Semifinales
| Fecha | Hora  | Partido¹        | Partido¹ | Partido¹    | Resultado |
| ----- | ----- | --------------- | -------- | ----------- | --------- |
| 02.10 | 18:30 | República Checa | -        | Bielorrusia | 81-77     |
| 02.10 | 20:45 | Estados Unidos  | -        | España      | 106-70    |

- (¹) – En Karlovy Vary.

### Tercer lugar
| Fecha | Hora  | Partido¹    | Partido¹ | Partido¹ | Resultado |
| ----- | ----- | ----------- | -------- | -------- | --------- |
| 03.10 | 17:30 | Bielorrusia | -        | España   | 68-77     |

### Final
| Fecha | Hora  | Partido¹        | Partido¹ | Partido¹       | Resultado |
| ----- | ----- | --------------- | -------- | -------------- | --------- |
| 03.10 | 20:00 | República Checa | -        | Estados Unidos | 69-89     |

- (¹) – En Karlovy Vary.

### Partidos de clasificación
5.º a 8.º lugar
| Fecha | Hora  | Partido¹      | Partido¹ | Partido¹ | Resultado |
| ----- | ----- | ------------- | -------- | -------- | --------- |
| 02.10 | 13:15 | Australia     | -        | Rusia    | 78-73     |
| 02.10 | 15:30 | Corea del Sur | -        | Francia  | 46-61     |

- (¹) – En Karlovy Vary.

Séptimo lugar
| Fecha | Hora  | Partido¹      | Partido¹ | Partido¹ | Resultado |
| ----- | ----- | ------------- | -------- | -------- | --------- |
| 03.10 | 13:15 | Corea del Sur | -        | Rusia    | 76-87     |

- (¹) – En Karlovy Vary.

Quinto lugar
| Fecha | Hora  | Partido¹ | Partido¹ | Partido¹  | Resultado |
| ----- | ----- | -------- | -------- | --------- | --------- |
| 03.10 | 15:30 | Francia  | -        | Australia | 62-74     |

- (¹) – En Karlovy Vary.

## Medallero
| Estados Unidos | República Checa | España |

## Plantillas de los equipos medallistas
- Estados Unidos:

Lindsay Whalen, Asjha Jones, Sue Bird, Candice Dupree, Angel McCoughtry, Jayne Appel, Tamika Catchings, Swin Cash, Diana Taurasi, Sylvia Fowles, Maya Moore, Tina Charles. Seleccionador: Geno Auriemma.
- República Checa:

Jana Veselá, Ivana Večeřová, Veronika Bortelová, Edita Šujanová, Ilona Burgrová, Hana Machová, Michaela Pavlíčková, Kateřina Elhotová, Markéta Mokrošová, Petra Kulichová, Tereza Pecková, Eva Vítečková. Seleccionador: Lubor Blažek
- España:

Amaya Valdemoro, Anna Montañana, Lucila Pascua, Elisa Aguilar, Laia Palau, Cindy Lima, Marta Fernández, Sancho Lyttle, Laura Nicholls, Alba Torrens, Anna Cruz y Nuria Martínez.

## Estadísticas

### Clasificación general
| 1. Estados Unidos  |
| 2. República Checa |
| 3. España          |
| 4. Bielorrusia     |
| 5. Australia       |
| 6. Francia         |
| 7. Rusia           |
| 8. Corea del Sur   |
| 9. Brasil          |
| 10. Japón          |
| 11. Grecia         |
| 12. Canadá         |
| 13. China          |
| 14. Argentina      |
| 15. Malí           |
| 16. Senegal        |

### Máxima anotadora
| N.º | Jugador         | País            | Puntos |
| --- | --------------- | --------------- | ------ |
| 1   | Amaya Valdemoro | España          | 159    |
| 2   | Yuko Oga        | Japón           | 153    |
| 3   | Eva Vítečková   | República Checa | 148    |
| 4   | Sancho Lyttle   | España          | 147    |
| 5   | Evanthia Maltsi | Grecia          | 143    |

### Equipo más anotador
| N.º | Equipo          | Puntos |
| --- | --------------- | ------ |
| 1   | Estados Unidos  | 866    |
| 2   | Australia       | 696    |
| 3   | España          | 684    |
| 4   | Rusia           | 664    |
| 5   | República Checa | 651    |

### Equipo ideal
- Mejor jugadora del campeonato —MVP—: Hana Horáková ( República Checa).

| Posición | Nombre           | País            |
| -------- | ---------------- | --------------- |
| Base     | Hana Horáková    | República Checa |
| Base     | Diana Taurasi    | Estados Unidos  |
| Alero    | Eva Vítečková    | República Checa |
| Pívot    | Sancho Lyttle    | España          |
| Pívot    | Yelena Leuchanka | Bielorrusia     |

Fuente: 